# Candidatura de Sevilla a los Juegos Olímpicos de 2004
La Candidatura de Sevilla a los Juegos Olímpicos de 2004 fue presentada en la década de 1990, tras la mejora de infraestructuras que se había llevado a cabo en la ciudad con la Exposición Universal de 1992. El espíritu olímpico estaba muy reciente en España por los Juegos Olímpicos de Barcelona 1992.
El Puerto Sherry, en el Puerto de Santa María, en la provincia de Cádiz, acogería las competiciones de vela. El estadio de fútbol del Real Betis Balompié y el estadio del Sevilla Fútbol Club acogerían las finales de fútbol. El velódromo del municipio sevillano de Dos Hermanas acogería las pruebas de ciclismo, en el Palacio de Exposiciones y Congresos se celebrarían las competiciones de tenis de mesa, judo, lucha, esgrima y taekwondo. Junto a él estaría el pabellón de bádminton y, en las proximidades, las pistas de tenis. En el Palacio de Deportes del barrio de San Pablo tendrían lugar las pruebas de gimnasia rítmica, en el Pabellón Deportivo del barrio de Amate la competición de boxeo, en las instalaciones del Real Club de Pineda acogerían las pruebas de hípica y pentatlón, el Charco de la Pava el tiro olímpico. En la barriada de Los Bermejales se situaría la villa olímpica, con capacidad para 15 000 atletas. Al Norte de la Isla de la Cartuja, se concentraría el Estadio Olímpico, donde se celebrarían las pruebas de atletismo así como las ceremonias de apertura y cierre de los juegos, junto al centro principal de prensa y el centro principal de radio-televisión, el hotel Barceló como hotel sede del Comité Olímpico Internacional, y las instalaciones de 14 disciplinas deportivas. El Auditorio de la Cartuja, en la actualidad llamado Auditorio Rocío Jurado, sería cubierto para las competiciones de gimnasia artística y la final de voleibol. En las instalaciones de Alto Rendimiento de la Dársena del Guadalquivir tendrían lugar las competiciones de remo, piragüismo y triatlón. El logotipo de la candidatura era un clavel rojo con el rótulo Sevilla 2004.
En marzo de 1997 la candidatura sevillana no logró pasar el primer corte en Lausana, junto con otras candidaturas como la de San Juan de Puerto Rico, Estambul, San Petersburgo y Lille. Las olimpiadas de verano de 2004 finalmente tuvieron lugar en Atenas.